# Veslekletten
Veslekletten är en bergstopp i Antarktis. Den ligger i Östantarktis. Norge gör anspråk på området. Toppen på Veslekletten är 1 340 meter över havet, eller 157 meter över den omgivande terrängen. Bredden vid basen är 5,0 km.
Terrängen runt Veslekletten är platt söderut, men norrut är den kuperad. Trakten är obefolkad. Det finns inga samhällen i närheten. 